# Close fit lining
Il close fit lining o close fit pipe o CFP è una tecnologia no dig utilizzata per il risanamento di condotte interrate vetuste senza scavo a cielo aperto (relining riabilitativo)
Tale tecnologia consiste sostanzialmente nell'inserire, entro la tubazione da riabilitare, dei tubi nuovi, temporaneamente deformati e successivamente riportati al diametro originale in modo da farli aderire perfettamente alle pareti interne del tubo ospitante.
Pertanto al contrario del loose fit lining, del quale il close fit lining si può considerare un'evoluzione tecnologica, tra le pareti esterne del tubo ospite e quelle interne della condotta ospitante non c'è spazio e pertanto non c'è riduzione della sezione idraulica originale. 

## Modalità esecutive
Prima dell'inserimento del nuovo tubo si deve verificare lo stato della condotta esistente con l'ausilio di una telecamera e si deve procedere alla sua pulizia interna. La nuova tubazione, di diametro superiore rispetto all'esistente, prima di essere inserita nella condotta ammalorata subisce una riduzione de diametro (swaged liners) di circa il 10% tale da facilitarne l'inserimento nella condotta da risanare.
La riduzione del diametro può essere ottenuta in due modi:
- facendo passare la condotta preventivamente giuntata attraverso una serie di rulli semisferici (rolldown)
- facendo passare la condotta preventivamente giuntata attraverso una matrice troncoconica(die drawing).

La nuova condotta viene inserita in quella ospite nel pozzetto realizzato a monte della condotta esistente e trainata fino a quello realizzato a valle.
Una volta collocata nella sua posizione definitiva, mediante aria compressa o acqua fredda in pressione si fa assumere alla condotta il diametro originale facendola aderire perfettamente (close fit) alle pareti interne della condotta ospite. 
La deformazione della condotta può essere realizzata anche mediante modifica della forma del tubo folded liners che consiste nel deformare la tubazione ospite piegandola fino a formare una C o una U.

## Applicabilità
Tale tecnologia è applicabile esclusivamente per tratte rettilinee e per condotte fino al DN 600 mm.
In corrispondenza di curve plano-altimetriche bisogna pertanto realizzare pozzetti intermedi per l'inserimento e il trainato della nuova condotta.

## Normativa
- UNI EN ISO 11296-3:2011 - Sistemi di tubazioni di materia plastica per il ripristino di reti non in pressione di fognature e di scarichi - Parte 3: Inserimento interno (lining) di tubi continui ad alta aderenza